# 콜피노
콜피노(러시아어: Колпино)는 레닌그라드 주에 있는 도시이고, 이조라 강(네바강의 지류)이 흐르고, 상트페테르부르크에서는 26km떨어져 있다. 인구는 143,800명 (2008년); 81,000명 (1972년); 8,076명 (1897년)이다.